# Mokrovousy
Mokrovousy (en allemand : Nassenbart) est une commune du district de Hradec Králové, dans la région de Hradec Králové, en République tchèque. Sa population s'élevait à 365 habitants en 2022.

## Géographie
Mokrovousy se trouve à 6 km au nord-est de Nechanice, à 13 km au nord-ouest de Hradec Králové et à 92 km à l'est-nord-est de Prague.
La commune est limitée par Mžany au nord-ouest, par Dohalice au nord-est, par Všestary à l'est, par Třesovice au sud, et par Nechanice à l'ouest.

## Histoire
La première mention écrite de la localité date de 1366.

## Galerie

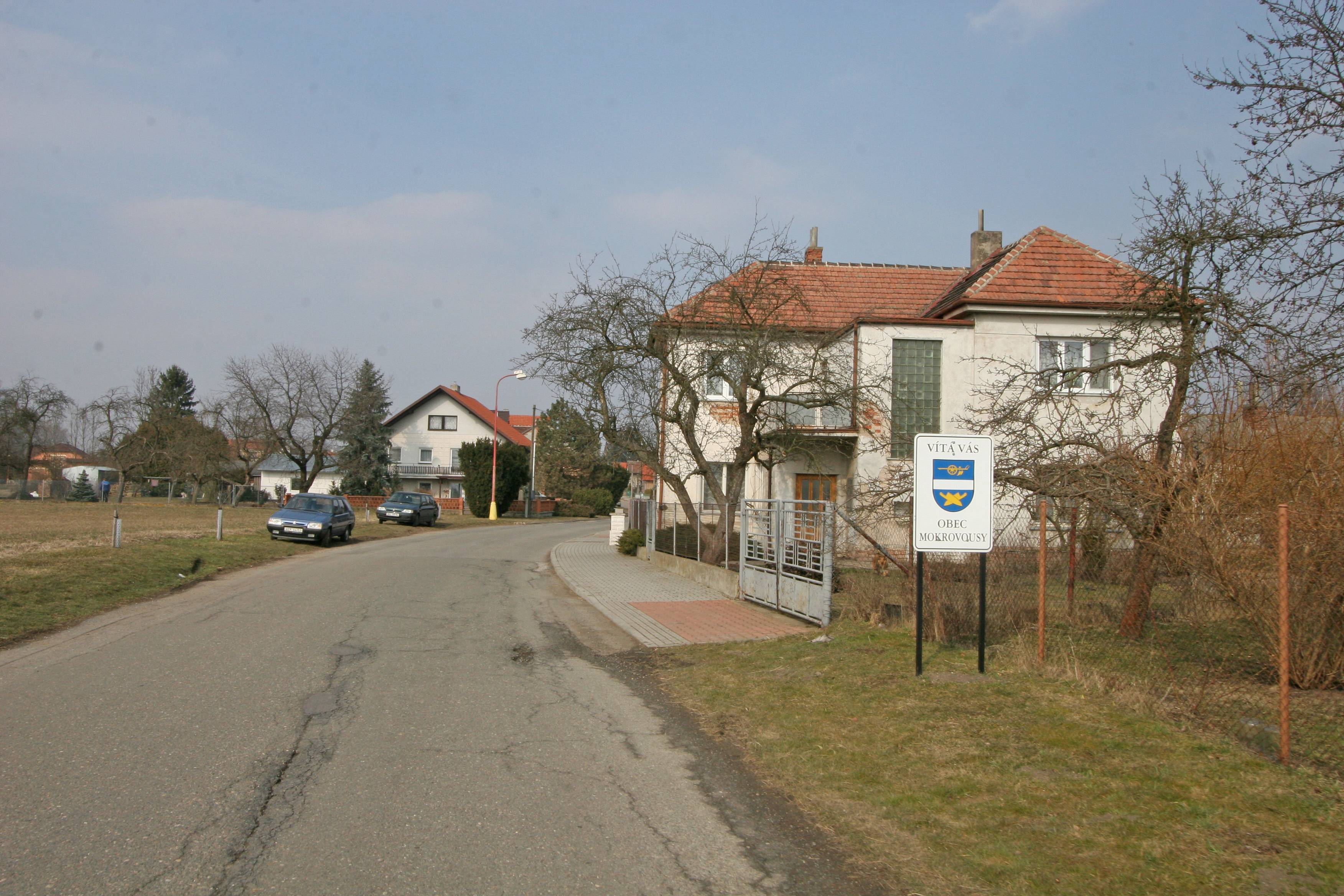
Une entrée du village.
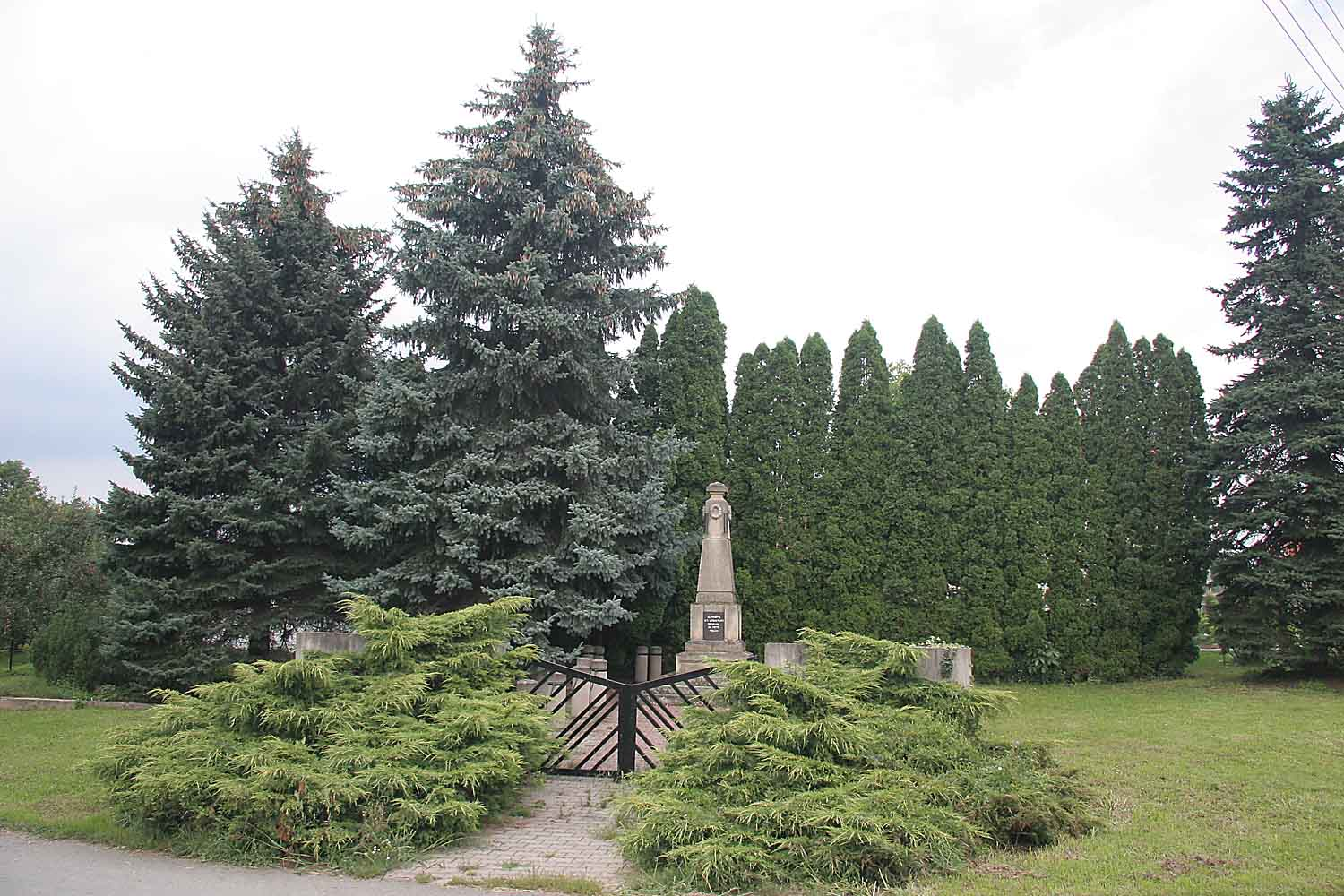
Monument aux morts de la Première Guerre mondiale.

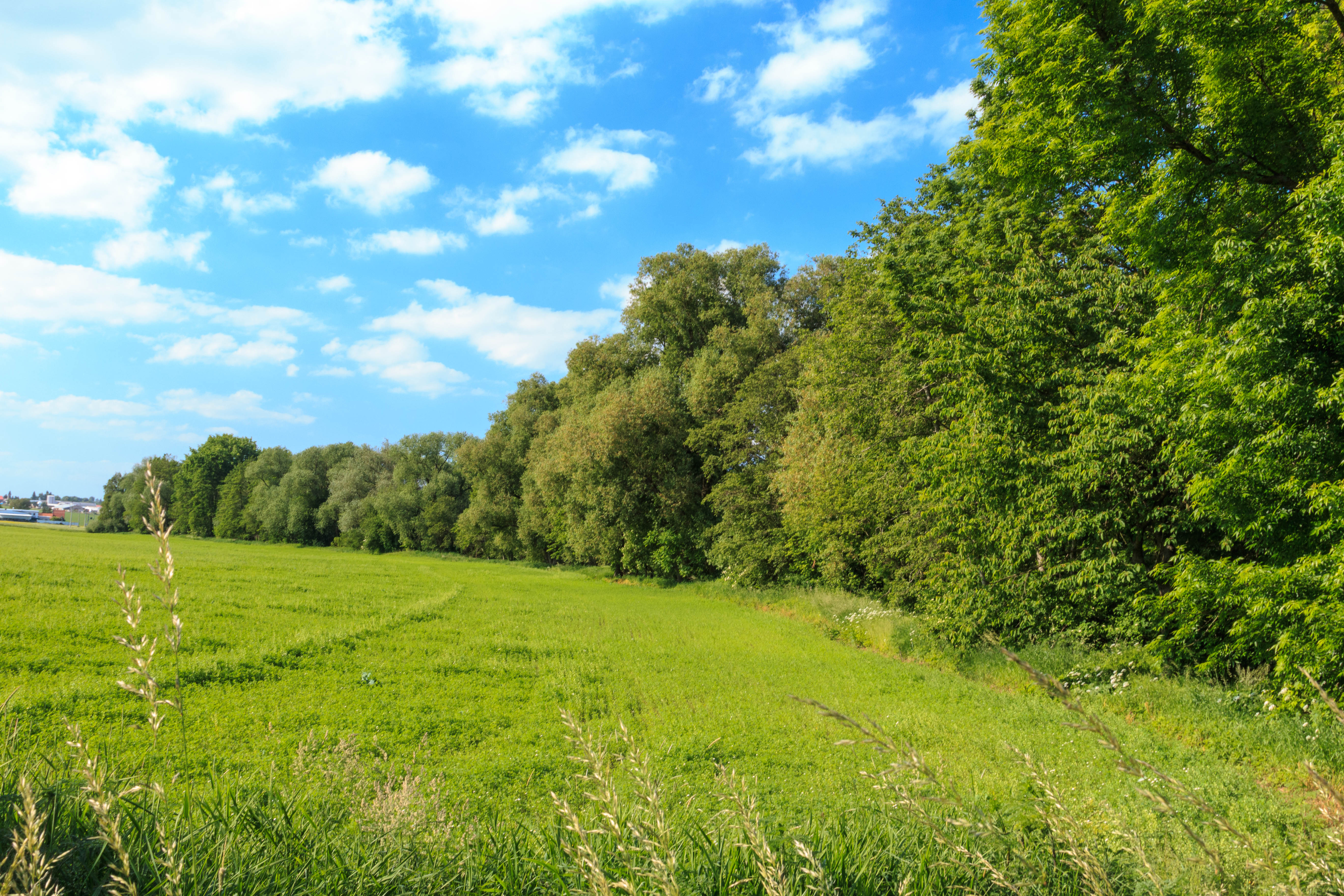
Réserve naturelle de Bystřice.

## Transports
Par la route, Mokrovousy se trouve à 7,3 km de Nechanice, à 17 km de Hradec Králové et à 117 km de Prague. 